# كريس سيمبسون
كريس سيمبسون (9 يناير 1982 في أستراليا - ) (بالإنجليزية: Chris Simpson)‏ هو لاعب كريكت أسترالي. لعب مع فريق كوينسلاند للكريكت ‏ وميلبورن ستارز ‏.

## وصلات خارجية
- كريس سيمبسون على موقع إي آس بي آن كريك إنفو (الإنجليزية)